# Lecco
Lecco (lombardisch: Lècch [ˈlɛkː]; dt. veraltet: Leck) ist eine italienische Gemeinde am Ufer des Comer Sees und Hauptstadt der gleichnamigen Provinz Lecco in der Region Lombardei mit 47.125 (Stand 31. Dezember 2023) Einwohnern.

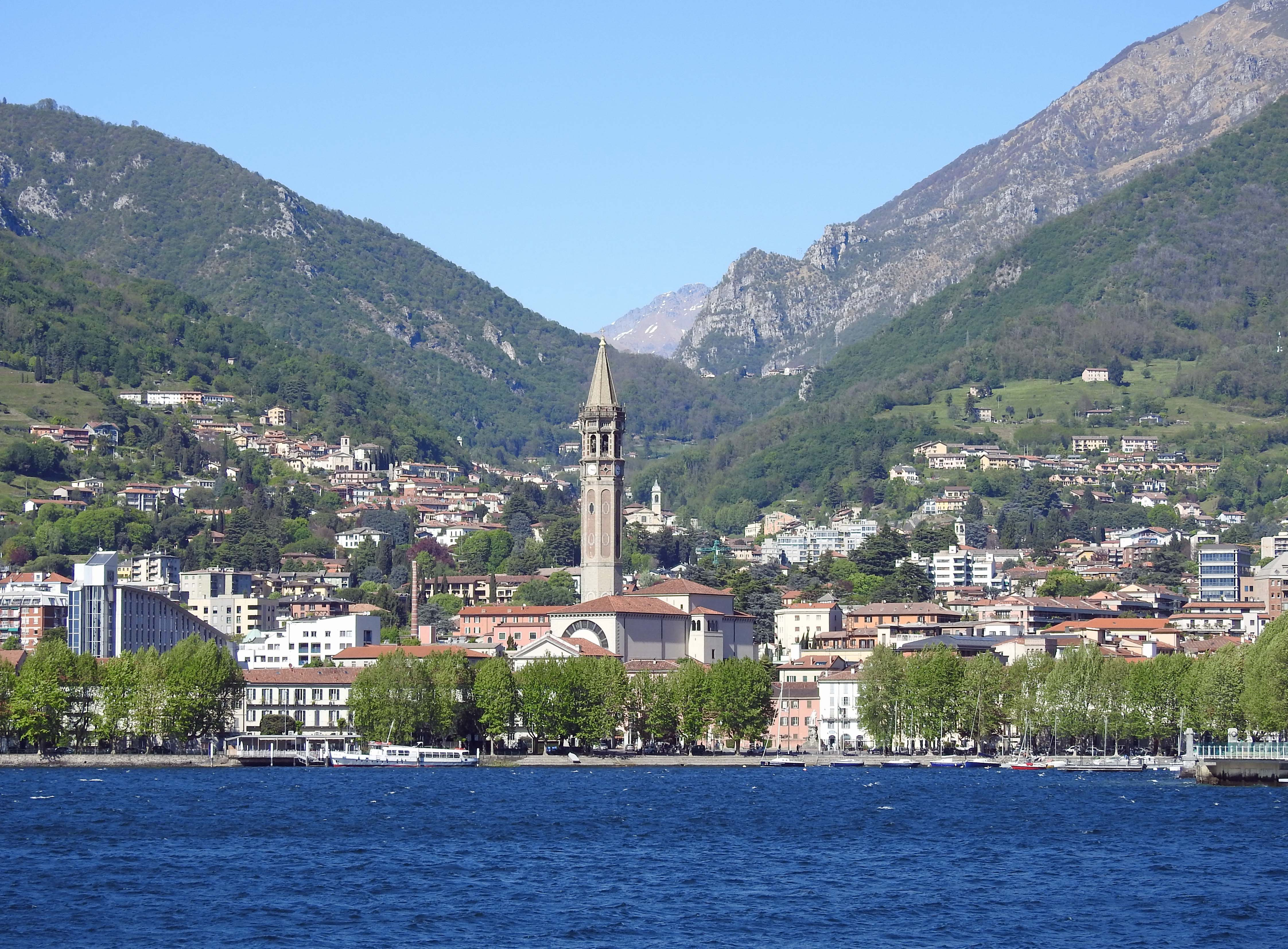
Lecco von Westen

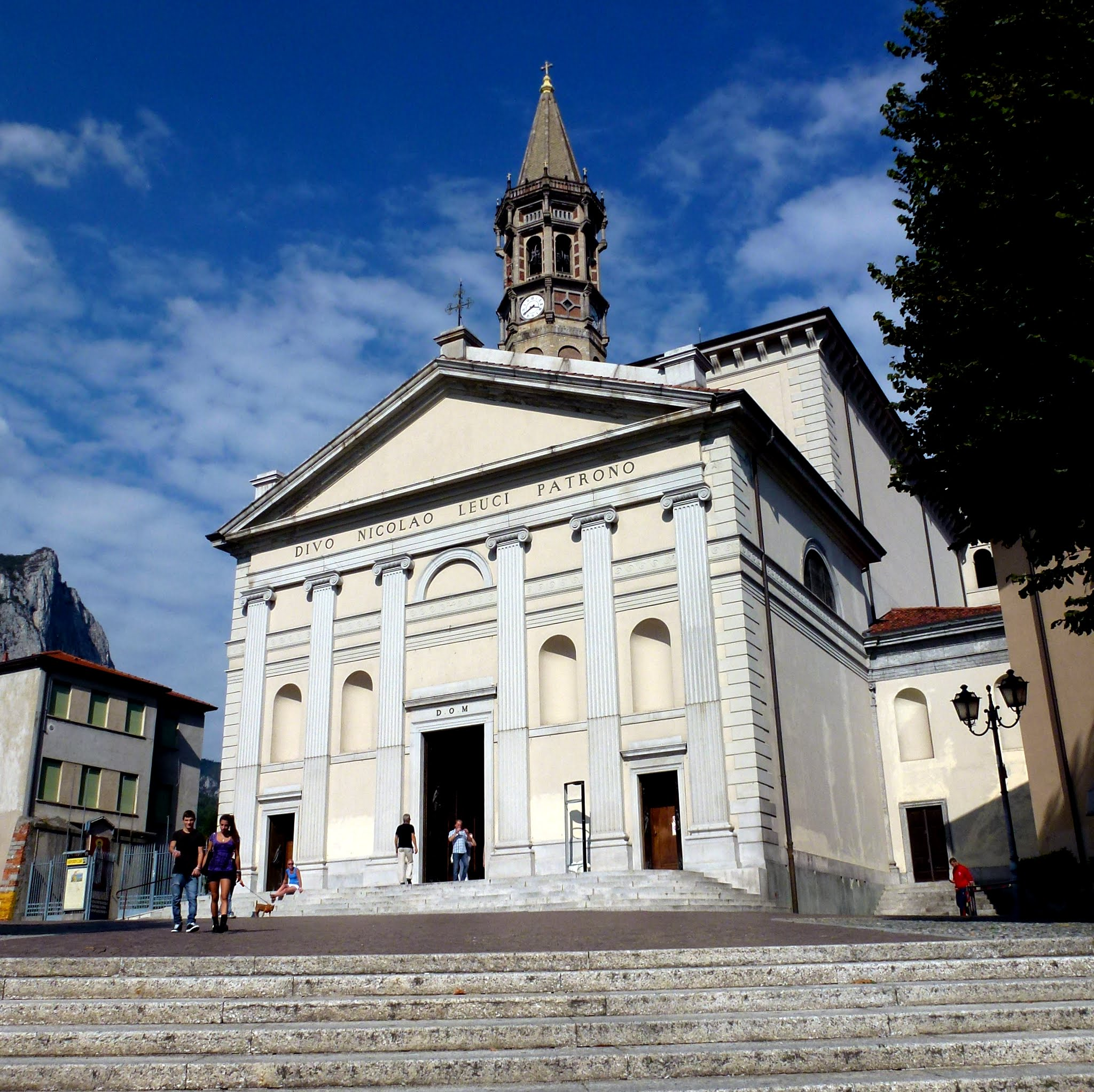
Basilika San Nicolò

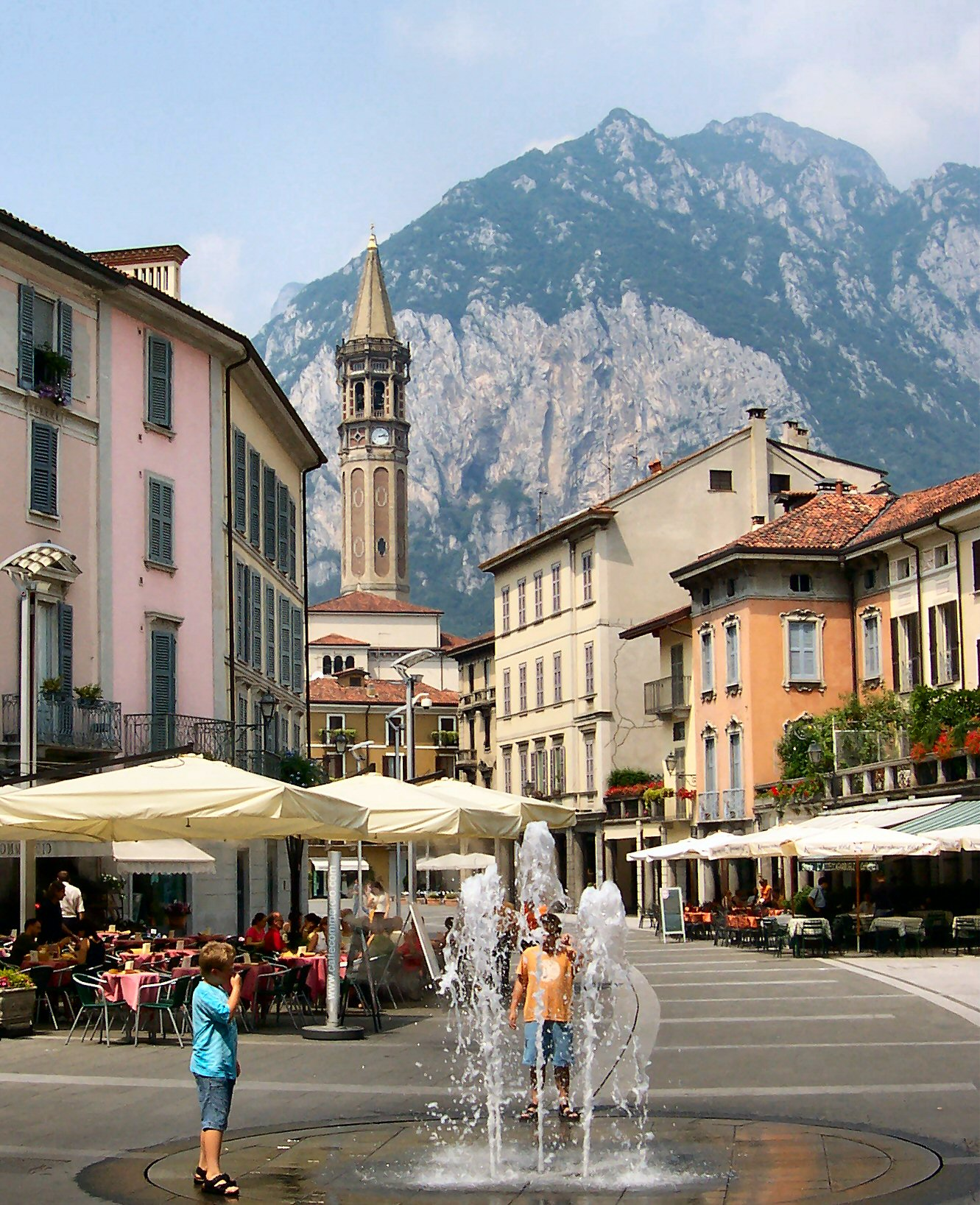
Ortskern von Lecco mit der Basilika San Nicolò, im Hintergrund die Südwand der Corna di Medale

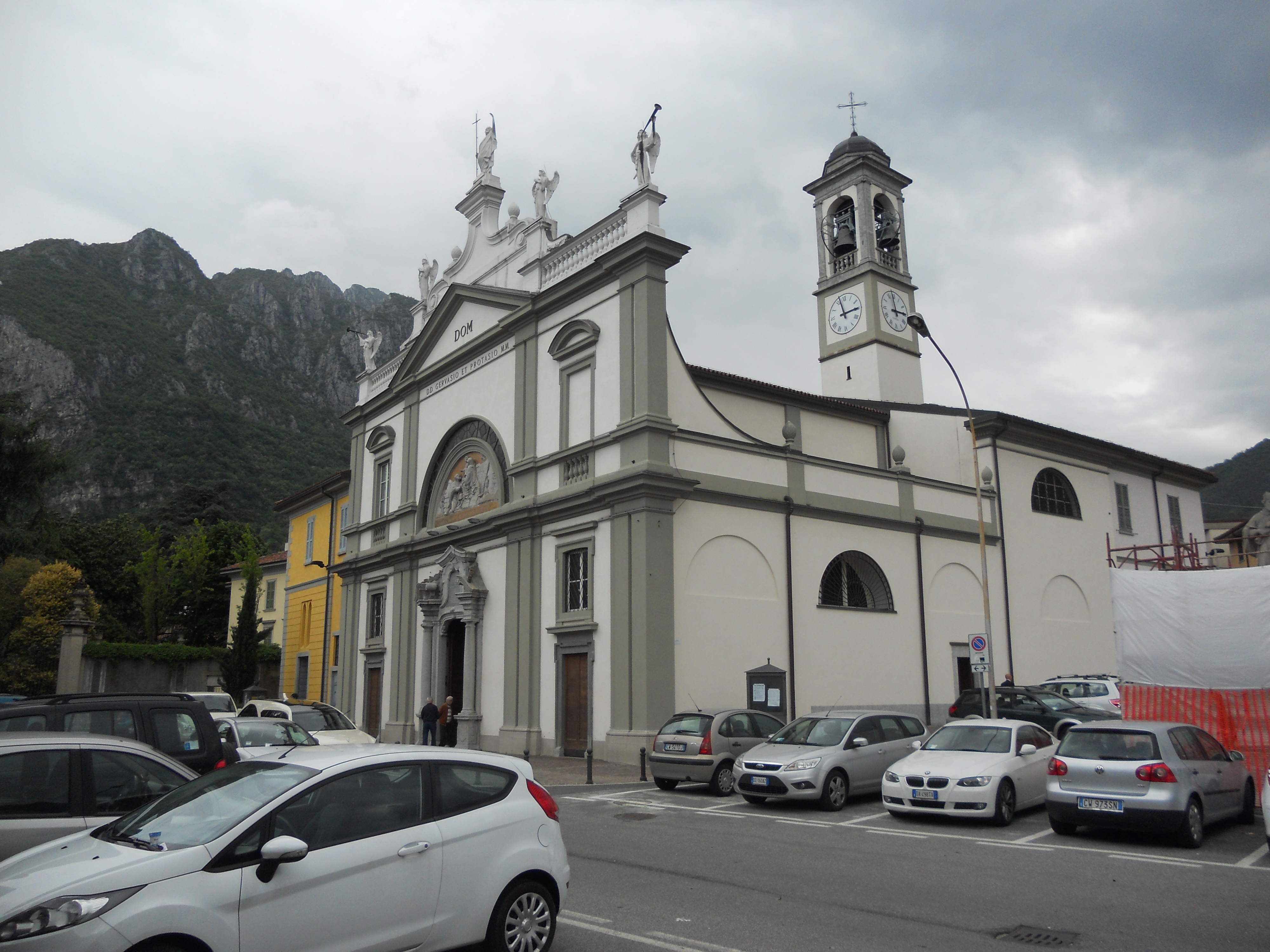
Kirche Santi Gervasio e Protasio

## Geografie
Die Hauptstadt der Provinz Lecco liegt am Ausfluss des südöstlichen Arms des Comer Sees, des Lago di Lecco, 55 km nordöstlich von Mailand und 30 km östlich von Como. Der Adda verlässt den See bei Lecco nach Süden und fließt dann durch den Lago di Garlate und den Lago di Olginate. Die Steilufer des Comer Sees haben der Stadt nur Entwicklungsraum nach Süden erlaubt. Geologisch liegt Lecco im Kalk der lombardischen Voralpen, der eiszeitliche Gletscher, der aus dem Veltlin kam, hat jedoch auf einer Höhe von über 800 m. ü. M. Granit-Findlinge von zum Teil gewaltiger Größe hinterlassen, aus deren Lage man auf die einstige Mächtigkeit der Eisbedeckung schließen kann. Die Blöcke stehen heute unter Naturschutz, früher wurden sie abgebaut und für den bäuerlichen Hausbau verwendet.
Die Nachbargemeinden sind: Abbadia Lariana, Ballabio, Brumano (BG), Erve, Galbiate, Garlate, Malgrate, Mandello del Lario, Morterone, Pescate, Valmadrera und Vercurago.

## Verkehr
Lecco ist von Mailand mit Autobussen und der Bahn erreichbar und hat zwei Bahnhöfe. Die Bahnlinie führt weiter nach Norden, das Ostufer des Comer Sees entlang, nach Colico und ins Veltlin sowie nach Chiavenna. Den innerstädtischen Verkehr besorgen Busse. Eine Seilbahn führt auf die Piani d’Erna unmittelbar über der Stadt.

## Geschichte

### Vorgeschichte und Römerzeit
Die älteste bislang gefundene Siedlung am Lago di Garlate, bei Vercurago, geht auf die frühe Eisenzeit zurück, die ersten Schichten gehören dem 10. Jahrhundert (BC) an. Diese keltischen Siedlungen der Golasecca-Kelten wurden in der Folge von den Latene-Kelten der Latènezeit überrollt, die von Norden über die Alpen kamen und 387 bis Rom vorstießen. Aus dem Latène stammen auch Reste von Eisenschmelzen aus der Zeit zwischen dem 2. Jahrhundert vor Christus und dem 1. Jahrhundert nach Christus auf den Piani d’Erna oberhalb von Lecco. Es handelt sich um die älteste Metallerzeugung in den Alpen, und die eisenverarbeitende Industrie in Lecco hat kontinuierlich bis heute überlebt.
In der Zeit der römischen Expansion nach Norden war die Gegend Teil des Limes mit Befestigungen zum Schutz von Mediolanum, das die Römer 222 vor Christus erobert hatten.

### Mittelalter
Lecco war Ausgangspunkt wichtiger Handelswege über die Alpen und daher sowohl wirtschaftlich wie militärisch von großer Bedeutung. Unter den Karolingern wurde die Gegend von Lecco mit dem „Castrum Leuci“ eine Grafschaft unter den Attoniden, den Nachkommen Attos, die sich über mehrere Generationen an der Macht halten konnten.
960 wurden sie von Otto I. entmachtet und Lecco den Erzbischöfen von Mailand unterstellt. Es gab dann immer wieder Versuche, mehr Selbständigkeit gegenüber Mailand zu erringen, in diese Zeit bis zum 12. Jahrhundert fällt auch der soziale Aufstieg der Cives, nichtadeliger, aber potenter Bürgerfamilien.
In den Auseinandersetzungen mit dem Kaisertum (Schlacht von Legnano 1176) standen die Lecchesen auf der Seite  Friedrich I. gegen den Lombardenbund, weil sie hofften, mehr Unabhängigkeit von Mailand zu erringen. Die Städte des Bundes errangen zwar mehr Eigenständigkeit, erkannten aber die Oberhoheit Friedrich Barbarossas an.
1385 übernahm Gian Galeazzo Visconti, nachdem er seinen Onkel vergiftet hatte, die alleinige Herrschaft über das Gebiet. Im Lauf der Mailänder Machtkämpfe wurde Lecco mehrmals verwüstet.

### Neuzeit
Das Herzogtum Mailand ging mit dem Tod des letzten Visconti 1447 auf das Geschlecht der Sforza über, die bis 1535 als Herzöge über Mailand herrschten. 1515 kam die Lombardei kurzfristig zu Frankreich, 1515 konnte Franz I. sie in der Schlacht von Marignano zurückgewinnen. Mit dem Aussterben der Sforza fiel Lecco unter die Herrschaft der Spanier. Diese dauerte bis 1714, bis nämlich die Lombardei an die Habsburger fiel. Maria Theresia machte aus Lecco ein lokales Zentrum der umliegenden Diözesen.
1797 war Lecco Teil der kurzlebigen Repubblica Cisalpina, 1800 eroberte Napoleon Lecco, und 1804 wandelte sich die  Cisalpinische Republik zum Königreich Italien unter Napoleon. 1814, nach dessen definitiver Niederlage, eroberten die habsburgischen Truppen die Lombardei zurück. Unter österreichischer Herrschaft erlebte Lecco einen bedeutenden Aufschwung. Eine effiziente Verwaltung wurde eingeführt, der Theresianische Kataster wurde ausgebaut, Eisen- und Seidenindustrie machten Lecco zu einem wichtigen Wirtschaftszentrum. 1848 folgte Lecco dem Mailänder Revolutionsbeispiel der „Cinque Giornate“, erhielt den Status einer Stadt, den sie bald wieder verlor und erst 1859 wieder erhielt, als das Königreich Sardinien die Lombardei eroberte. Lecco hatte seine zentralen Verwaltungsfunktionen unter Napoleon verloren und blieb bis 1992 Teil der Provinz Como, als die Provinz Lecco neugeschaffen wurde.

## Bevölkerung
An der Mitte des 17. Jahrhunderts erreichte die Bevölkerung von Lecco mit Pescarenico zusammen mit der der umliegenden Kleinstädte (die in der ersten Hälfte des 20. Jahrhunderts in dieselbe Verwaltungseinheit eingegliedert wurden) etwa 3.000 Einwohner, während die Einwohner innerhalb der Festungsmauern, d. h. die des eigentlichen Dorfes Lecco, einige Hundert betrugen.
- 1.412 Einwohner im Jahr 1771
- 1.543 Einwohner im Jahr 1803
- 6.439 Einwohner im Jahr 1809 nach der Eingliederung von Acquate, Belledo, Castello, Chiuso, Germanedo, Olate, San Giovanni alla Castagna und Rancio, zu denen 1812 Pescate hinzukam
- 11.043 Einwohner im Jahr 1839

| Bevölkerungsentwicklung | Bevölkerungsentwicklung | Bevölkerungsentwicklung | Bevölkerungsentwicklung | Bevölkerungsentwicklung | Bevölkerungsentwicklung | Bevölkerungsentwicklung | Bevölkerungsentwicklung | Bevölkerungsentwicklung | Bevölkerungsentwicklung | Bevölkerungsentwicklung | Bevölkerungsentwicklung | Bevölkerungsentwicklung | Bevölkerungsentwicklung | Bevölkerungsentwicklung | Bevölkerungsentwicklung |
| ----------------------- | ----------------------- | ----------------------- | ----------------------- | ----------------------- | ----------------------- | ----------------------- | ----------------------- | ----------------------- | ----------------------- | ----------------------- | ----------------------- | ----------------------- | ----------------------- | ----------------------- | ----------------------- |
| Jahr                    | 1861                    | 1871                    | 1881                    | 1901                    | 1911                    | 1921                    | 1931                    | 1951                    | 1961                    | 1971                    | 1981                    | 1991                    | 2001                    | 2011                    | 2022                    |
| Einwohner               | 16.224                  | 18.083                  | 19.964                  | 25.191                  | 30.020                  | 31.044                  | 33.557                  | 42.450                  | 48.230                  | 53.230                  | 51.377                  | 45.872                  | 45.501                  | 46.705                  | 47.060                  |
| Quelle: ISTAT           |                         |                         |                         |                         |                         |                         |                         |                         |                         |                         |                         |                         |                         |                         |                         |

## Wirtschaft
Leccos Wirtschaftskraft ist eng mit seiner Geschichte verknüpft. Die Eisenverarbeitung seit der Römerzeit war die Basis der heutigen metallverarbeitenden Industrie und des Maschinenbaus, wo zum Teil hochspezialisierte Betriebe arbeiten. Die Entwicklung der Seidenraupenzucht im 19. Jh. hat ihre Spuren in der heutigen, im Niedergang begriffenen, Textilindustrie hinterlassen. Außerdem war Lecco als wichtiger Ausgangspunkt der Handelsrouten über die Alpen schon früh eine Handelsstadt. Die für die frühe Industrialisierung essentielle Wasserkraft der steilen Flusstäler, an der sich Eisenschmieden, Mühlen und andere Werkstätten ansiedelten, spielt heute keine Rolle mehr.
Die wichtigsten Industriebetriebe sind heute:
- Icam (Industria Cioccolato e Affini Morbegno)
- Die Leuchtmittelfabrik Leuci
- Fiocchi Munizioni, Produktion von Munition (insbesondere Kleinkaliber)
- Riello, Produktion von Heizkesseln und Thermen
- Riccardo Cassin ist im Ausland unter Bergsteigern wohl der bekannteste Industrielle Leccos. Er gründete 1947 seine Produktion von zunächst nur metallener Ausrüstung (Hämmer, Pickel, Haken, Eisschrauben, Steigeisen), 1997 hat die Ausrüsterfirma CAMP das Label Cassin übernommen.

Die einstmals berühmte SAE (Società anonima elettrificazione), die Starkstromleitungen baute, unter anderem mit zwei 255 m hohen Masten die Überquerung der Straße von Messina mit einer 220-kV-Leitung, hat 1992 ihre Tore geschlossen. Auch der renommierte Lokomotivenbau Badoni hat nur bis 1993 überlebt. Heute (Stand 2018) verzeichnet die Handels- und Industriekammer 1300 Betriebe mit ca. 9000 Beschäftigten. Eine größere Zahl ist im Dienstleistungssektor tätig, eingeschlossen der Einzelhandel.
Für den italienischen Export spielt Lecco mit seiner Maschinenbauproduktion, chemischen Produkten und der Nahrungsmittelindustrie eine bedeutende Rolle, der Sektor ist in starkem Wachstum begriffen. Die inzwischen zweit wichtigste Rolle für die Wirtschaft der Stadt spielt heute der Tourismus, für den kräftig geworben wird.

## Tourismus
In der Stadt selbst befindet sich das Manzoni-Museum (Museo Manzoniano); in der sehenswerten Altstadt liegt die Basilika San Nicolò, die einen der höchsten Kirchtürme Italiens (96 m) besitzt; er ist über 380 Stufen besteigbar. Lecco ist Basis für die Schifffahrt auf dem Lago di Lecco, insbesondere für die Schiffe nach Bellagio an der Landspitze zwischen den Seearmen Lago di Como und Lago di Lecco. Die Stadt hat einen Yachthafen.
Lecco mit den umliegenden Bergen ist ein historisches Zentrum des italienischen Alpinismus und hat noch heute eine lebendige Kletterszene. Unmittelbar über der Stadt ragt die Wand der Corna di Medale auf, wo sich berühmte Bergsteiger wie Riccardo Cassin mit Erstbegehungen die ersten Sporen verdient haben. An den Grigne, auf den Monte Resegone, die Piani d’Erna und andere Berge der Umgebung findet sich eine große Zahl von leichten bis anspruchsvollen Klettersteigen.
Leichtere Wanderungen führen auf die umliegenden Berge, insbesondere der kunsthistorisch interessante Anstieg zum ehemaligen Kloster San Pietro al Monte in Civate, die ebenfalls kunsthistorisch und geschichtlich interessante Wanderung auf den Monte Barro (Reste von Wehrtürmen der Goten), der als Inselberg zwischen dem See und der Hügellandschaft der Brianza eine außerordentliche Aussicht bietet, die Bergwanderung auf den Monte Resegone (1875 m), die man mit der Seilbahn auf die Piani d’Erna erheblich verkürzen kann, auf den Monte Due Mani (1656 m), und zum Teil sehr lange Wanderungen auf die Grigne: Grigna meridionale oder Grignetta, und Grigna settentrionale oder Grignone, (2410 m), den Monte Moregallo (1276 m); Ausflüge im Valsassina, wo sich auch ein kleines Schigebiet befindet, und andere mehr.

## Sport
Der Giro d’Italia, das größte und wichtigste italienische Etappenrennen gastierte insgesamt sieben Mal in Lecco, wobei in den Jahren 1956, 1960 und 1984 Etappenankünfte stattfanden. Die Tour de Suisse startete im Jahr 1954 ein Zeitfahren in Lecco, ehe es über 98 Kilometer nach Lugano ging. In den Jahren 2011 bis 2013 ging die Lombardei-Rundfahrt, die zu den Monumenten des Radsport zählt, in Lecco zu Ende.
Im Fußball ist die Stadt durch Calcio Lecco vertreten, der von 1960 bis 1962 und nochmals in der Saison 1966/67 in der erstklassigen Serie A spielte.

## Partnerstädte
- Mâcon, Frankreich, seit 1973
- Overijse, Belgien, seit 1981
- Igualada, Spanien, seit 1990
- Szombathely, Ungarn, seit 1995
- Mytischtschi, Russland, seit 2005

## Sonstiges
Der Ort ist einer der Schauplätze des Romans I Promessi Sposi von Alessandro Manzoni.
Lecco war Alpenstadt des Jahres 2013.
Leonardo da Vinci war als Ingenieur am Bau eines Kanals in Lecco tätig. Die Landschaft soll im Hintergrund des Mona-Lisa-Gemäldes zu sehen sein.

## Ehrenbürger
- Gawriil Abramowitsch Ilisarow (1921–1992), sowjetischer Orthopäde
- 1989: Alfonsas Svarinskas (1925–2014), litauischer Priester, Dissident und Politiker

## Persönlichkeiten
Chronologisch sortiert nach Geburtsjahr.
- Giovanni Antonio Codolo (* um 1470 in Lecco; † kurz vor 1547 ebenda), Kunstmaler[7]
- Gian Giacomo Medici genannt Medeghino (1498–1555), Adel, Militär, Condottiere, Herzog von Marignano sowie Marquis von Musso und Lecco.
- Antonio Ghislanzoni (1824–1893), Schriftsteller und Librettist
- Antonio Stoppani (1824–1891), Geowissenschaftler
- Bruno Galli-Valerio (1867–1943), Direktor des Labors für Bakteriologie, experimentelle Pathologie und Hygiene an der Universität Lausanne
- Giacomo Montanelli (1877–1944), römisch-katholischer Erzbischof
- Ezio Vigorelli (1892–1964), Politiker
- Nino Castelli (1898–1925), Skispringer und Ruderer
- Giovanni Battista Cesana (1899–1991), Ordensgeistlicher, Bischof von Gulu
- Mario Cereghini (1903–1966), Architekt, Maler und Kupferstecher
- Riccardo Cassin (1909–2009), Bergsteiger und Industrieller
- Lucia Ripamonti (1909–1954), seliggesprochene Ordensfrau
- Ennio Morlotti (1910–1992), Maler
- Giancarlo Badessi (1928–2011), Schauspieler
- Carlo Mauri (1930–1982), Bergsteiger, Abenteurer und Dokumentarfilmer
- Nino Castelnuovo (1936–2021), Schauspieler
- Gilberto Elsa (1938–1985), Schwimmer
- Fabio Buzzi (1943–2019), Motorboot-Konstrukteur sowie Motorbootrennfahrer
- Alfredo Chiàppori (1943–2022), Comiczeichner und Illustrator
- Roberto Castelli (* 1946), Politiker
- Roberto Formigoni (* 1947), Politiker
- Walter Maria de Silva (* 1951), Autodesigner
- Corrado Colombo (* 1956), Filmschaffender
- Ezio Gianola (* 1960), Motorradrennfahrer
- Luca Fusi (* 1963), Fußballspieler und -trainer
- Paola Pozzoni (* 1965), Skilangläuferin
- Laura Bruschini (* 1966), Beachvolleyballspielerin
- Samuele Sangalli (* 1967), römisch-katholischer Geistlicher und Kurienbeamter
- Antonio Rossi (* 1968), Kanute
- Eluana Englaro (1970–2009), Koma-Patientin
- Gian Matteo Fagnini (* 1970), Radrennfahrer
- Gualtiero Isacchi (* 1970), römisch-katholischer Erzbischof von Monreale
- Anselmo Robbiati (* 1970), Fußballspieler
- Massimo Codol (* 1973), Radrennfahrer
- Lea Karen Gramsdorff (* 1974), italienisch-deutsche Schauspielerin
- Franco Sancassani (* 1974), Ruderer
- Maria Luisa Riva (* 1978), Skibergsteigerin
- Gabriele Bosisio (* 1980), Radrennfahrer
- Silvia Valsecchi (* 1982), Radsportlerin
- Elisabetta Sancassani (* 1983), Ruderin
- Elisabetta Tona (* 1984), Fußballspielerin
- Marco Bonanomi (* 1985), Rennfahrer
- Daniele Padelli (* 1985), Fußballspieler
- Mara Fumagalli (* 1987), Mountainbikerin
- Giorgio Brambilla (* 1988), Radrennfahrer
- Federico Viviani (* 1992), Fußballspieler
- Andrea Conti (* 1994), Fußballspieler
- Roberta Melesi (* 1996), Skirennläuferin
- Giorgia Pelacchi (* 1998), Ruderin
- Manuel Locatelli (* 1998), Fußballspieler
- Sofia Cantore (* 1999), Fußballspielerin
- Luca Colnaghi (* 1999), Radrennfahrer
- Baby Gang (* 2001), Rapper

## Einzelnachweise

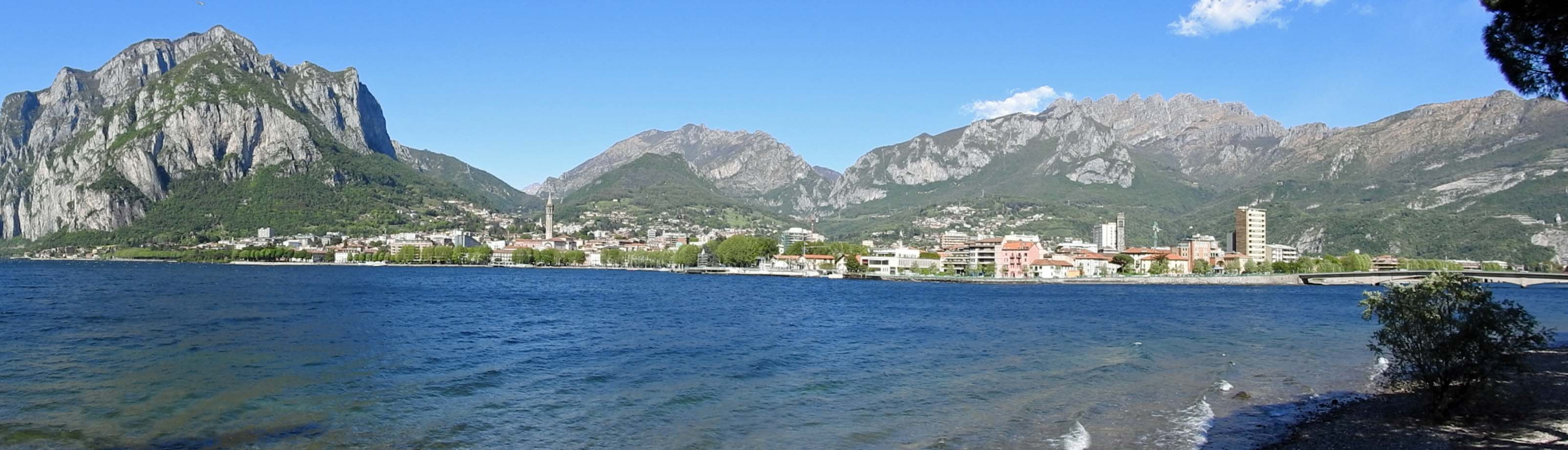
Lecco mit Monte Coltignone, Monte Due Mani und Resegone